# Meulan-en-Yvelines
Meulan-en-Yvelines és un municipi francès, situat al departament d'Yvelines i a la regió de Illa de França. L'any 2007 tenia 8.773 habitants.
Forma part del Cantó de Les Mureaux, del districte de Rambouillet i de la Comunitat urbana Grand Paris Seine et Oise.

## Demografia

### Població
El 2007 la població de fet de Meulan-en-Yvelines era de 8.773 persones. Hi havia 3.708 famílies, de les quals 1.340 eren unipersonals (632 homes vivint sols i 708 dones vivint soles), 896 parelles sense fills, 1.100 parelles amb fills i 372 famílies monoparentals amb fills.
La població ha evolucionat segons el següent gràfic:
Habitants censats

### Habitatges
El 2007 hi havia 4.039 habitatges, 3.768 eren l'habitatge principal de la família, 42 eren segones residències i 229 estaven desocupats. 1.252 eren cases i 2.761 eren apartaments. Dels 3.768 habitatges principals, 1.712 estaven ocupats pels seus propietaris, 1.978 estaven llogats i ocupats pels llogaters i 78 estaven cedits a títol gratuït; 364 tenien una cambra, 679 en tenien dues, 828 en tenien tres, 846 en tenien quatre i 1.051 en tenien cinc o més. 1.904 habitatges disposaven pel capbaix d'una plaça de pàrquing. A 2.053 habitatges hi havia un automòbil i a 1.088 n'hi havia dos o més.

### Piràmide de població
La piràmide de població per edats i sexe el 2009 era:
| Homes | Edats   | Dones |
| ----- | ------- | ----- |
| 4     | 95 o +  | 21    |
| 24    | 90 a 94 | 52    |
| 15    | 85 a 89 | 91    |
| 25    | 80 a 84 | 58    |
| 49    | 75 a 79 | 107   |
| 108   | 70 a 74 | 132   |
| 150   | 65 a 69 | 142   |
| 143   | 60 a 64 | 191   |
| 223   | 55 a 59 | 240   |
| 278   | 50 a 54 | 291   |
| 278   | 45 a 49 | 308   |
| 243   | 40 a 44 | 315   |
| 377   | 35 a 39 | 346   |
| 467   | 30 a 34 | 334   |
| 436   | 25 a 29 | 433   |
| 216   | 20 a 24 | 309   |
| 295   | 15 a 19 | 242   |
| 286   | 10 a 14 | 225   |
| 272   | 5 a 9   | 323   |
| 180   | 0 a 4   | 291   |

## Economia
El 2007 la població en edat de treballar era de 5.932 persones, 4.647 eren actives i 1.285 eren inactives. De les 4.647 persones actives 4.215 estaven ocupades (2.164 homes i 2.051 dones) i 432 estaven aturades (229 homes i 203 dones). De les 1.285 persones inactives 385 estaven jubilades, 477 estaven estudiant i 423 estaven classificades com a «altres inactius».

### Ingressos
El 2009 a Meulan-en-Yvelines hi havia 3.751 unitats fiscals que integraven 8.665 persones, la mediana anual d'ingressos fiscals per persona era de 19.525 €.

### Activitats econòmiques
Dels 434 establiments que hi havia el 2007, 1 era d'una empresa extractiva, 6 d'empreses alimentàries, 9 d'empreses de fabricació d'altres productes industrials, 34 d'empreses de construcció, 110 d'empreses de comerç i reparació d'automòbils, 8 d'empreses de transport, 44 d'empreses d'hostatgeria i restauració, 13 d'empreses d'informació i comunicació, 27 d'empreses financeres, 20 d'empreses immobiliàries, 65 d'empreses de serveis, 61 d'entitats de l'administració pública i 36 d'empreses classificades com a «altres activitats de serveis».
Dels 111 establiments de servei als particulars que hi havia el 2009, 1 era una oficina d'administració d'Hisenda pública, 1 gendarmeria, 2 oficines de correu, 7 oficines bancàries, 4 funeràries, 5 tallers de reparació d'automòbils i de material agrícola, 2 autoescoles, 4 paletes, 6 guixaires pintors, 6 fusteries, 4 lampisteries, 3 electricistes, 4 empreses de construcció, 14 perruqueries, 2 agències de treball temporal, 29 restaurants, 10 agències immobiliàries, 4 tintoreries i 3 salons de bellesa.
Dels 47 establiments comercials que hi havia el 2009, 2 eren botigues de més de 120 m², 2 botiges de menys de 120 m², 6 fleques, 7 carnisseries, 1 una carnisseria, 1 una botiga de congelats, 2 llibreries, 9 botigues de roba, 4 botigues d'equipament de la llar, 1 una botiga d'equipament de la llar, 2 botigues d'electrodomèstics, 4 botigues de mobles, 1 una botiga de mobles, 1 un drogueria, 1 una perfumeria i 3 floristeries.

## Equipaments sanitaris i escolars
El 2009 hi havia 1 hospital de tractaments de curta durada, 2 hospitals de tractaments de mitja durada (seguiment i rehabilitació), 1 un hospital de tractaments de llarga durada, 4 psiquiàtrics, 1 centre d'urgències, 1 maternitat, 4 farmàcies i 1 ambulància.
El 2009 hi havia 3 escoles maternals i 3 escoles elementals. A Meulan-en-Yvelines hi havia 2 col·legis d'educació secundària i 1 liceu tecnològic. Als col·legis d'educació secundària hi havia 1.179 alumnes i als liceus tecnològics 47.
Meulan-en-Yvelines disposava d'un centre de formació no universitària superior de formació sanitària.

## Poblacions més properes
El següent diagrama mostra les poblacions més properes.

## Persones de Meulan
- Maria de Brabant, infanta de Brabant i reina consort de França (1254-1321), morta a Meulan.
- Maurice Thiriet (1906-1972), compositor musical.